# 泰寧県 (黒竜江省)
泰寧県（たいねい-けん）は中華人民共和国黒竜江省にかつて存在した県。現在の寧安市一帯に相当する。
泰寧県は清初、寧古塔将軍管轄区内に設置された一州（永寧州）二県（泰寧県、長春県）のひとつである。1727年（雍正4年）1月12日、清朝は寧古塔地方に泰寧県を設置法、奉天府の管轄とした。しかし奉天府より遠距離に設置されたことより行政管理に問題があるとし、寧古塔将軍より廃止の奏上がなされ、1729年（雍正7年）5月22日に廃止された